# Andrei Babkin
Andrei Nikolaevich Babkin (Briansk, 21 de abril de 1969) es un ingeniero y cosmonauta ruso que fue seleccionado en abril de 2010. Estaba programado para hacer su primer vuelo al espacio en abril de 2020 como ingeniero de vuelo en Soyuz MS-16 y en la Expedición 62, pero fue retirado por razones médicas de su compañero de vuelo y siguiendo la costumbre de Roscosmos de cambiar a toda la tripulación también fue retirado.

## Biografía
Babkin nació el 21 de abril de 1969 en Briansk, República Socialista Federativa Soviética de Rusia, hoy en día Rusia. Tras finalizar sus estudios secundarios en 1986, estudió brevemente ingeniería en el Instituto Briansk de Ingeniería del Transporte, para trasladarse en 1990 al Instituto de Aviación de Moscú donde se graduaría en 1995 como ingeniero en sistemas. Tras esto realizaría un postgrado en el mismo instituto de análisis de sistemas, gestión y procesamiento de información. Se graduó en 2005 y defendió su tesis, "Formación de requisitos técnicos y ergonómicos para el sistema de medios de actividad extravehicular de una tripulación en la superficie de Marte" al año siguiente.
En 1997, Babkin comenzó a trabajar en RKK Energiya donde desarrolló herramientas para ser utilizadas durante caminatas espaciales en la Mir y la Estación Espacial Internacional. Tras esto lideró el equipo de mantenimiento y recuperación de las naves Soyuz. Más adelante trabajaría en el desarrollo del traje espacial Orlan. Continuó trabajando en Energiya hasta su selección como cosmonauta en 2010.

## Carrera
En abril de 2010, Babkin fue elegido como cosmonauta junto a Sergei Kud-Sverchkov. Realizó su entrenamiento básico en octubre del mismo año para participar en viajes de larga duración a la Estación Espacial Internacional.
Tras completar su entrenamiento, Babkin fue asignado a 3 misiones distintas, pero terminó siendo retirado de todas ellas. Fue brevemente asignado a la Expedición 59/60 pero fue removido debido a que la demora del lanzamiento del módulo laboratorio multipropósito llevó a recortes en la tripulación del segmento orbital ruso. Tras esto fue asignado a la Expedición 61/62, pero el accidente de la Soyuz MS-10 hizo que aplazaran su vuelo.

### Expedición 65/66
Más adelante fue asignado a la Expedición 62/63, donde volaría en la Soyuz MS-16 junto a Nikolái Vladímirovich Tíjonov y Christopher Cassidy. Debido a demoras en el Programa de Tripulación Comercial de la NASA, Cassidy era el único miembro estadounidense que formaría parte de la ISS, esto llevó a que Babkin y Tíjonov debieran capacitarse en el uso de la Unidad de Movilidad Extravehicular ante el eventual caso una caminata espacial de emergencia para enfrentar un problema.
Sin embargo, Babkin fue retirado de la tripulación principal debido a problemas de salud de Tíjonov, siendo reasignado a la tripulación de respaldo.
Tras esto fue asignado a la tripulación de reserva de la Soyuz MS-18, pero una vez más fue retirado, esta vez por razones médicas, siendo reemplazado por Oleg Artemyev.